# Tina Aumont
Tina Aumont, nacida Marie-Christine Aumont (14 de febrero de 1946, Hollywood, Los Ángeles, California-28 de octubre de 2006, Port-Vendres, Pirineos Orientales, Francia) fue una actriz estadounidense, hija de los también actores Jean-Pierre Aumont y María Montez.

## Trayectoria artística
Nació el 28 de febrero de 1946 en Hollywood, California. Sus padres eran también actores, el francés de orígenes hebreos y holandeses Jean-Pierre Aumont y la canario-dominicana María Montez, estos habían contraído un sonado matrimonio en la meca del cine en 1943. Su infancia se vería marcada por la trágica y prematura desaparición de su madre, hallada muerta en la bañera cuando Tina contaba solo 5 años de edad. Tina se crio con su padre y con su madrastra Marisa Pavan, actriz nominada al Premio Óscar a la Mejor Actriz Secundaria por La rosa tatuada. Las relaciones con Pavan no fueron buenas, y los años de infancia y adolescencia de Tina fueron, en general, complicados.
Debutó en el cine en 1966, con el papel de Nicole en Modesty Blaise, del expatriado estadounidense Joseph Losey. Aumont contrajo matrimonio con el actor y realizador francés Christian Marquand, amigo íntimo de su padre. Marquand la recomendó a su amigo, el polémico realizador Roger Vadim, descubridor de Brigitte Bardot, para el que hace el papel de Anne Sernet en La Curée (1966). En sus primeras películas utilizó el nombre de Tina Marquand.
Tras establecerse en Roma, desarrolla su carrera principalmente en el cine italiano, trabajando en ocasiones a las órdenes de realizadores de importancia como Bernardo Bertolucci, Mauro Bolognini, Luigi Comencini, Valentino Orsini, Alberto Lattuada o el francés Roger Vadim. En Scusi, lei è favorevole o contrario? interpretó a una de las amantes de Alberto Sordi. En El hombre, el orgullo y la venganza (L'uomo, l'orgoglio, la vendetta, 1968), adaptación de la historia de Carmen de Prosper Mérimée a un ambiente Western, compartió cartelera con Franco Nero y Klaus Kinski. La película se rodó en tierras españolas, concretamente en Almería. También intervino en el Western estadounidense Texas, protagonizado por el actor francés Alain Delon, en el papel de una doncella india.
Por lo general, sus papeles tuvieron una fuerte carga sexual, intervino en un éxito del cine erótico a la italiana como Malicia, de Salvatore Samperi y en dos de las adaptaciones al cine de la autobiografía del escritor y aventurero del siglo XVIII Giacomo Casanova. En Infanzia, vocazione e prime esperienze di Giacomo Casanova, veneziano (1969) de Luigi Comencini era una de las conquistas del 
aventurero veneciano, en tanto que en Casanova (Il Casanova, 1976) de Federico Fellini interpretó a Henriette, una joven que hará perder la cabeza a Giacomo Casanova. El conocido erotómano Tinto Brass, para el que interpretó el papel de la Sra. Wallenberg en Salón Kitty, diría que era una de las más bellas mujeres en el mundo.
Aumont interpretó el papel de adúltera en Il messia (1975), película que cerró la filmografía del padre del neorrealismo, Roberto Rossellini. También figuró en el reparto de Nina, igualmente el último título de otro director mítico como Vincente Minnelli.  
A partir de la década de 1980 fue espaciando algo más sus trabajos, y apareció en algunas producciones para televisión, aunque sin llegar a frecuentar demasiado este medio. Su carrera se prolongaría hasta 2000, en el que apareció en la miniserie televisiva Victoire, ou la douleur des femmes y en la película La mécanique des femmes.

## Vida personal
Aumont contrajo matrimonio en 1963, a la edad de 16 años, con el actor y realizador francés Christian Marquand, utilizando hasta 1967 el nombre de Tina Marquand. Tras separarse de Marquand, volvió a encontrar la felicidad al lado de Frédéric Pardo, con el que se estableció en Roma, Italia. En Italia sería detenida por tenencia y consumo de estupefacientes.
En 1971, Tina Aumont aparece como una de las firmantes del conocido como Manifiesto de las 343. Este, también conocido vulgarmente como Manifiesto de las 343 guarras (en francés, Manifeste des 343 salopes) fue una declaración publicada el 5 de abril de 1971 en el número 334 de la revista francesa Le Nouvel Observateur, como un apoyo de un numeroso grupo de personalidades públicas a la despenalización del aborto. Las 343 mujeres que suscribieron el manifiesto afirmaban haber abortado y que, consiguientemente, se exponían a un proceso penal que podían llegar hasta el ingreso en prisión. El manifiesto, ideado por Jean Moreau, redactor de la publicación, y cuya redacción final correspondió a Simone de Beauvoir, comenzaba así:

«Un millón de mujeres abortan cada año en Francia.
Ellas lo hacen en condiciones peligrosas debido a la clandestinidad a la que son condenadas cuando esta operación, practicada bajo control médico, es una de las más simples.
Se sume en el silencio a estos millones de mujeres.
Yo declaro que soy una de ellas. Declaro haber abortado.
Al igual que reclamamos el libre acceso a los medios anticonceptivos, reclamamos el aborto libre.»

A continuación del manifiesto se sucedían las 343 firmas. Entre ellas, junto a la de Tina Aumont,  destacaban las de personalidades tales como Brigitte Auber, Stéphane Audran, Colette Audry, Hélène de Beauvoir, la propia redactora, Simone de Beauvoir, Christine Delphy, Catherine Deneuve, Dominique Desanti, Marguerite Duras, Françoise d'Eaubonne, Françoise Fabian, Bernadette Lafont, Jeanne Moreau, Bulle Ogier, Marie Pillet (madre de la actriz Julie Delpy), Gisèle Halimi, Marie-France Pisier, Micheline Presle, Marthe Robert, Françoise Sagan, Delphine Seyrig, Alexandra Stewart, Nadine Trintignant, Agnès Varda, Marina Vlady o Monique Wittig.
La denominación vulgar del manifiesto corresponde a un semanario satírico, Charlie Hebdo  que publicó un dibujo que criticaba a los políticos varones con la frase Qui a engrossé les 343 salopes du manifeste sur l'avortement? (¿Quién dejó preñadas a las 343 guarras del manifiesto sobre el aborto?). El manifiesto supuso uno de los ejemplos más conocidos de desobediencia civil en Francia, inspirando en 1973 un manifiesto de 331 médicos en favor de la libertad para abortar y contribuyendo a la ratificación de la ley Veil (1975), que despenalizaba la interrupción voluntaria del embarazo durante las diez primeras semanas de gestación.
Tina mantuvo alguna relación con el país de su madre, María Montez, visitando la República Dominicana a instancias de Jean Louis Jorge. Aumont visitó a familiares en Barahona, y fue obsequiada por el entonces presidente dominicano, Dr. Joaquín Balaguer, con un apartamento para facilitar sus visitas al país. Según atestigua la periodista Magda Florencio, Tina Aumont habría llegado a vivir algunos años en la zona del faro a Colón. En cambio, el crítico de arte Arturo Rodríguez afirma que las visitas de la actriz al país fueron solo para actos muy puntuales; según Rodríguez, Tina habría asistido a una exposición sobre su madre en el museo de arte moderno; después volvería para recibir un premio Casandra, en un homenaje que Jean Luis Jorge preparó a María Montez. «Ella salió a escena, acompañada de Jean Luis Jorge y expresó en español -idioma que no conocía- "¡Viva la República Dominicana!", una vez que recibió un reconocimiento en los Premios Casandra», asegura Arturo Rodríguez.
En sus últimos años Tina Aumont residió en Francia, concretamente en el departamento de Pirineos Orientales, junto a la frontera española.

## Fallecimiento
Tina Aumont falleció el 28 de octubre de 2006 en Port-Vendres, debido a una embolia pulmonar, a la edad de 60 años. Sus restos reposan en el Cementerio de Montparnasse, París, en la misma tumba que los de su madre.

## Filmografía parcial
- Modesty Blaise, de Joseph Losey (1966), como Tina Marquand.
- La curée/La calda preda, de Roger Vadim (1966), como Tina Marquand.
- Texas Across the River, de Michael Gordon (1966).
- Scusi, lei è favorevole o contrario? (1966), como Tina Marquand.
- Troppo per vivere... poco per morire (1967), como Tina Marquand.
- Satyricon, de Gian Luigi Polidoro (1968).
- L'uomo, l'orgoglio, la vendetta, de Luigi Bazzoni (1968).
- Partner, de Bernardo Bertolucci (1968).
- Infanzia, vocazione e prime esperienze di Giacomo Casanova, veneziano, de Luigi Comencini (1969).
- Come ti chiami, amore mio? (1969).
- Metello, de Mauro Bolognini (1970).
- L'urlo, de Tinto Brass (1970).
- Corbari, de Valentino Orsini (1970).
- El sargento Klems (Il sergente Klems), de Sergio Grieco (1971).
- Racconti proibiti... di niente vestiti (1972).
- Blanco, rojo y... (Bianco, rosso e...), de Alberto Lattuada (1972).
- Arcana, de Giulio Questi (1972).
- Malicia (Malizia), de Salvatore Samperi (1973).
- Blu gang vissero per sempre felici e ammazzati (1973).
- Torso (I corpi presentano tracce di violenza carnale), de Sergio Martino (1973).
- Storia de fratelli e de cortelli (1974)).
- Divina criatura (Divina creatura) (1975).
- Il messia, de Roberto Rossellini (1975).
- Giovannino (1976)
- Cadaveri eccellenti (1976)
- Salón Kitty (Salon Kitty), de Tinto Brass (1976).
- Patto con il diavolo (1976).
- Nina, de Vincente Minnelli (1976).
- Casanova (Il Casanova di Federico Fellini), de Federico Fellini (1976).
- Emmenez-moi au Ritz (1977) (película para TV).
- Un cuore semplice (1977)
- Holocaust parte seconda: i ricordi, i deliri, la vendetta (1980).
- La bande du Rex (1980)
- Les enquêtes du commissaire Maigret, episodio "Le voleur de Maigret" (1982) (serie de TV).
- Rebelote (1983)
- Les frères Pétard (1986)
- Le marquis de Slime (1997)
- Les deux orphelines vampires (1997)